# 安娜·霍尔
安娜·霍尔（英語：Anna Hall，2001年3月23日—），美国女子田径运动员，主攻七项全能，2022年世界田径锦标赛女子七项全能铜牌得主、2023年世界田径锦标赛女子七项全能银牌得主。